# Branden i Notre-Dame de Paris

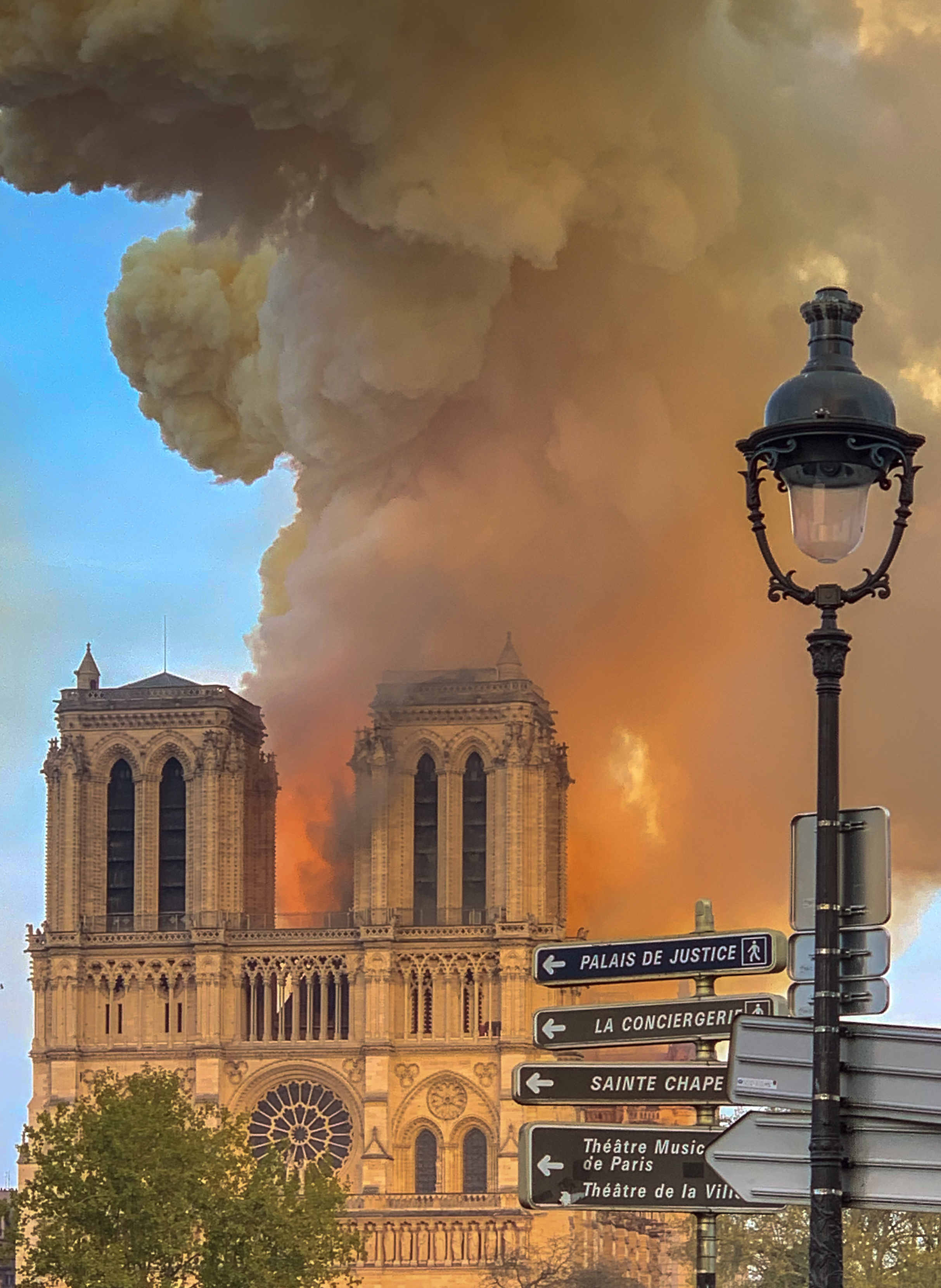
Katedralens västra fasad under branden.

Branden i Notre-Dame de Paris var en storbrand som utbröt den 15 april 2019 i den romersk-katolska katedralen Notre-Dame i Paris. Branden pågick i cirka 15 timmar och åsamkade omfattande skador på katedralen. I räddningsarbetet deltog 400 brandsoldater, och en okontrollerad brand i ytterligare 15–30 minuter hade totalförstört byggnaden.

## Översikt
Branden utbröt på kvällen den 15 april 2019 och fick en betydande utbredning vilket ledde till att katedralens spira och tak kollapsade senare under samma kväll. Under natten till den 16 april kom elden under kontroll. Katedralen var under renovering vid tidpunkten för branden och var omgiven av byggnadsställningar.
Orsaken till branden är okänd, men det spekulerades några dygn senare om att en kortslutning eller byggarbetares cigarettfimp låg bakom branden (spekulation även två år i efterhand). Vit rök ändrade färg till svart, vilket indikerade att en massiv brand hade utbrutit inne i byggnaden. Under arbetet inriktade man sig på att hejda brandens framryckning mot västfasaden med de båda tornen, vilket gjorde att orgeln kunde räddas, liksom tornen och det västra rosettfönstret. Spiran rasade genom valvet i mittskeppet. Många konstverk räddades ur lågorna. Vindflöjeln i form av en tupp i koppar som satt på den fallna spiran återfanns också relativt oskadd, sedan den lossnat i fallet och landat utom fara. En brandman skadades allvarligt under släckningsarbetet.
Bekämpningen fördröjdes av att det tog över en halvtimme från brandlarmet aktiverades tills brandkåren larmades, eftersom en chef ville få larmet kontrollerat och skickade en vakt, dock till fel plats, och när vakten upptäckte branden ringde han inte 112 utan chefen som inte svarade.

## Åtgärder för återuppbyggnad

### Finansiering
Samma natt som branden ägt rum meddelade Frankrikes president Emmanuel Macron att en nationell insamling skulle startas för att återuppbygga katedralen. Nästkommande dag samlades Frankrikes premiärminister, kulturminister och inrikesminister för att förbereda en återuppbyggnadsplan för katedralen.
Snabbt började franska medborgare och föreningar att samla in pengar för att finansiera katedralens återuppbyggnad. Den 16 april satte Fondation du patrimoine upp en nationell insamling för att samla in pengar. Tabellen nedan visar de största donationerna till katedralen. Den 26 april 2019 var summan enligt den franska sidan uppe i 1 miljard euro.
| Donator                                                        | Typ                                                            | Härkomst                                                       | Summa (miljoner euro) |
| -------------------------------------------------------------- | -------------------------------------------------------------- | -------------------------------------------------------------- | --------------------- |
| Familjen Arnault & LVMH                                        | Privat                                                         | Frankrike                                                      | 200                   |
| Familjen Bettencourt & L'Oréal                                 | Privat                                                         | Frankrike                                                      | 200                   |
| Familjen Pinault                                               | Privat                                                         | Frankrike                                                      | 100                   |
| Total                                                          | Privat                                                         | Frankrike                                                      | 100                   |
| Paris stad                                                     | Offentlig                                                      | Frankrike                                                      | 50                    |
| JCDecaux                                                       | Privat                                                         | Frankrike                                                      | 20                    |
| BNP Paribas Groupe                                             | Privat                                                         | Frankrike                                                      | 20                    |
| De sju departementen i Ile-de-France                           | Offentlig                                                      | Frankrike                                                      | 20                    |
| Axa S.A.                                                       | Privat                                                         | Frankrike                                                      | 10                    |
| Familjen Bouygues                                              | Privat                                                         | Frankrike                                                      | 10                    |
| Fimalac                                                        | Privat                                                         | Frankrike                                                      | 10                    |
| Familjen Safra                                                 | Privat                                                         | Brasilien USA Israel                                           | 10                    |
| Regionen Île-de-France                                         | Offentlig                                                      | Frankrike                                                      | 10                    |
| Société Générale                                               | Privat                                                         | Frankrike                                                      | 10                    |
| BPCE                                                           | Privat                                                         | Frankrike                                                      | 10                    |
| Henry Kravis och Marie-Josée Kravis                            | Privat                                                         | USA                                                            | 8,85                  |
| Fondation du Crédit agricole - Pays de France                  | Privat                                                         | Frankrike                                                      | 5                     |
| The Walt Disney Company                                        | Privat                                                         | USA                                                            | 4,42                  |
| Regionen Auvergne-Rhône-Alpes                                  | Offentlig                                                      | Frankrike                                                      | 2                     |
| Regionen Occitanien                                            | Offentlig                                                      | Frankrike                                                      | 1,5                   |
| Capgemini                                                      | Privat                                                         | Frankrike                                                      | 1                     |
| Michelin                                                       | Privat                                                         | Frankrike                                                      | 1                     |
| Departementet Alpes-Maritimes                                  | Offentlig                                                      | Frankrike                                                      | 1                     |
| UiPath                                                         | Privat                                                         | Rumänien USA                                                   | 1                     |
| Toulouse Métropole (Stor-Toulouse)                             | Offentlig                                                      | Frankrike                                                      | 1                     |
| CIO                                                            |                                                                |                                                                | 0,5                   |
| Ubisoft                                                        | Privat                                                         | Frankrike                                                      | 0,5                   |
| Familjen Ratel                                                 | Privat                                                         | Frankrike Storbritannien                                       | 0,05                  |
| Szegeds kommun                                                 | Offentlig                                                      | Ungern                                                         | 0,010                 |
| Utlovade donationer från privata och offentliga organisationer | Utlovade donationer från privata och offentliga organisationer | Utlovade donationer från privata och offentliga organisationer | ≈ 807                 |
| Fondation du patrimoine                                        | Insamling                                                      | Frankrike                                                      | 12,3                  |
| Fondation de France                                            | Insamling                                                      | Frankrike                                                      | 21                    |
| Centre des monuments nationaux                                 | Insamling                                                      | Frankrike                                                      | 1,2                   |
| French Heritage Society                                        | Insamling                                                      | USA                                                            | 0,035                 |
| Totalt inklusive utlovade donationer                           | Totalt inklusive utlovade donationer                           | Totalt inklusive utlovade donationer                           | ≈ 841                 |

## Galleri

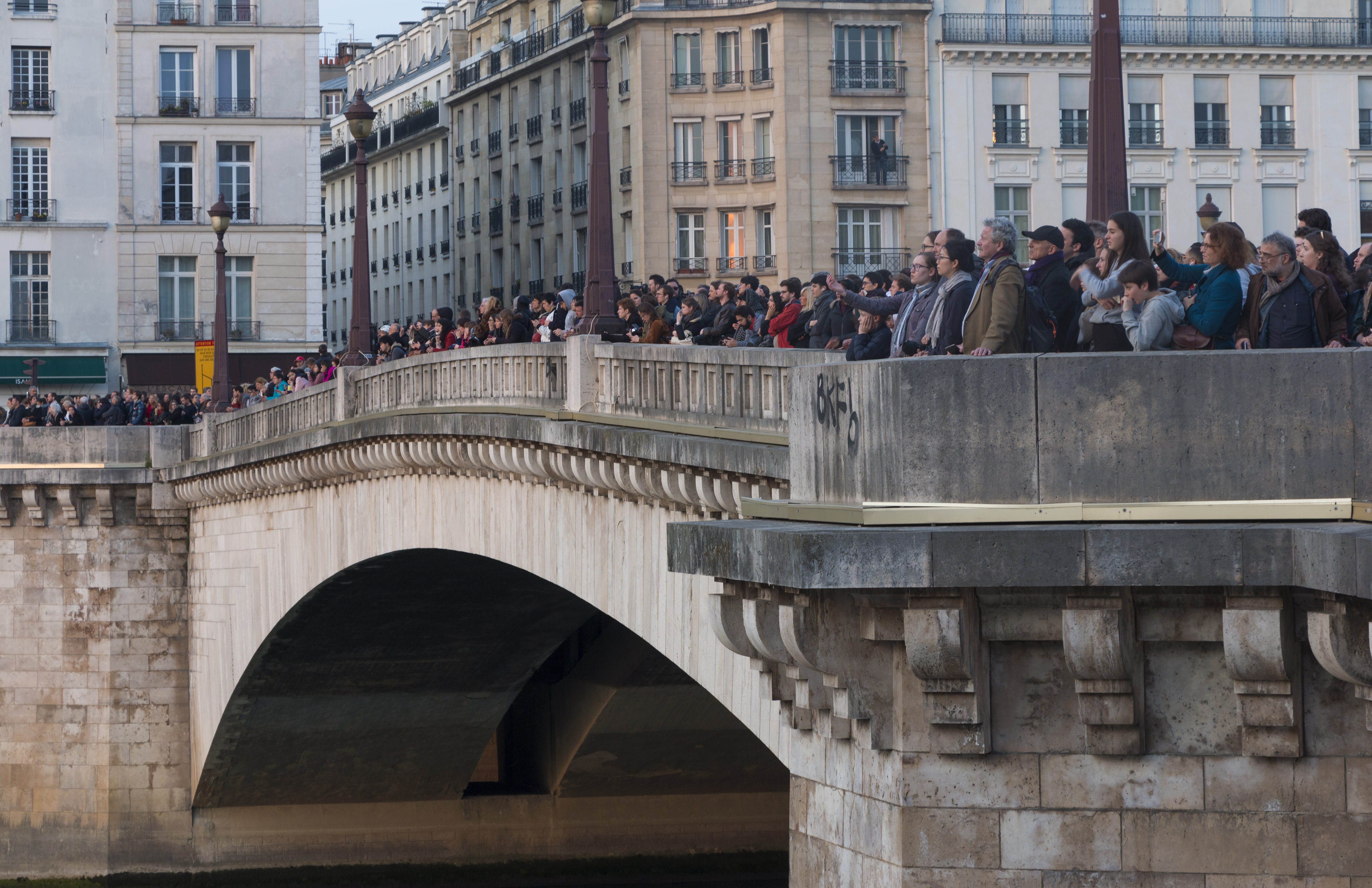
Tusentals människor bevittnade branden från Pont de la Tournelle.